# MDR Thüringen Journal
Das MDR Thüringen Journal (Eigenschreibweise: MDR THÜRINGEN JOURNAL), vorher Thüringen Journal, ist ein regionales Nachrichtenmagazin im Fernsehprogramm des MDR. Es wird im Landesfunkhaus Thüringen in Erfurt produziert und sendet täglich, außer an Weihnachten und Silvester, ab 19:00 Uhr ein dreißig-minütiges Journal vom Tagesgeschehen im Bundesland.

## Konzept der Sendung
Eine Sendung des Thüringen Journals gliedert sich in Berichte und zwei Blöcke mit Kurznachrichten über das aktuelle Tagesgeschehen in Thüringen. Häufiger Bestandsinhalt sind zudem Interviews mit Politikern und Experten über Themen der Sendung, welche vor der Ausstrahlung aufgenommen oder, sofern möglich, Live in der Sendung geführt werden.
Bücher mit regionalem Bezug und ihre Autoren werden in der „Bücherkiste“ am Dienstag vorgestellt. Mittwochs folgt der Kinotipp. Immer donnerstags gibt es regionale Veranstaltungstipps für das kommende Wochenende und von Freitag bis Montag folgt dem Nachrichtenblock meist ein bis zu 15-minütiger Sportteil mit ausführlicher Berichterstattung von Thüringer Sportereignissen, Trainingsberichten, Tabellenständen, auch der Nachwuchsvereine sowie Hintergrundberichten vom Thüringer Sportgeschehen. Nach der Sendung folgt ein regionaler Wetterbericht.
Die Beiträge des MDR Thüringen Journals können in der Regel sieben Tage lang in der Mediathek des MDR angesehen werden.

## Moderation
| Hauptmoderatoren                 |             |                                |  |
| Aline Thielmann                  | seit 1998   |                                |  |
| Susann Reichenbach               |             |                                |  |
| Lars Sänger                      | seit 2024   |                                |  |
| Kurznachrichtenmoderatoren       |             |                                |  |
| Paul Andreas Freyer              | seit 1993   |                                |  |
| Johanna Seidl                    |             |                                |  |
| Jakob Schäfer                    | seit 2024   |                                |  |
| Jana Münchhof                    | seit 2024   |                                |  |
| Sophie Hartmann                  | seit 2024   |                                |  |
| Sportmoderatoren                 |             |                                |  |
| Stefanie Benke                   | seit 2017   |                                |  |
| Sascha Mönch                     | seit 2004   |                                |  |
| Christian Müller                 | seit 1991   | auch Hauptmoderation seit 2024 |  |
| Robert Paul Blömeke              | seit 2025   |                                |  |
| Wettermoderatoren                |             |                                |  |
| Claudia Hauboldt                 | seit 1999   |                                |  |
| Frank Huber                      | seit 2002   | Vertretung                     |  |
| Marc Neblung                     |             |                                |  |
| Jens Roder                       | seit 2004   |                                |  |
| Sandra Voigtmann                 | seit 2004   | auch Sportmoderatorin          |  |
| Heike Ziepke                     | seit 2002   |                                |  |
| Jana Hildebrandt                 | seit 2022   |                                |  |
| Ehemalige Nachrichtenmoderatoren |             |                                |  |
| Daniel Baumbach                  | bis 2019    | Kurznachrichtenmoderator       |  |
| Nadine Witt                      |             | Kurznachrichtenmoderatorin     |  |
| Marian Riedel                    | 1990 – 2024 | Hauptmoderator                 |  |
| Steffen Quasebarth               | 1992–2024   | Hauptmoderator                 |  |
| Alexandra Kehr                   | 1994        | Kurznachrichtenmoderatorin     |  |
| Sina Reeder                      | bis 2024    | Kurznachrichtenmoderatorin     |  |

## Geschichte
Erstes Landesmagazin war nach der Wende in der DDR die Sendung „Länder Life“, die nach der Volkskammerwahl von März bis August 1990 sonntags im wöchentlichen Wechsel und nach der Kommunalwahl von Mai bis August 1990 zusätzlich im werktäglichen Wechsel für die sich bildenden neuen Länder auf DFF 2 ausgestrahlt wurde. Die ersten Sendungen für Thüringen liefen am 22. April bzw. am 8. Mai. Die wöchentliche Sendung erhielt den Namen „Thüringen-Journal“ und kam aus Gera, zunächst aus dem Haus der Kultur, dann aus dem in der ehemaligen Stasi-Bezirksverwaltung eingerichteten neuen Fernsehstudio. Zur Währungs-, Wirtschafts- und Sozialunion am 1. Juli 1990 entstand der Landessender Thüringen (auch Thüringer Rundfunk, kurz thr). Ab dem 14. August 1990 lief das Thüringen-Journal auf DFF 1, zunächst dienstags und donnerstags, ab September werktäglich. Nach der Wiedervereinigung wurde es vom Thüringer Rundfunk in Trägerschaft der „Einrichtung“ nach Artikel 36 des Einigungsvertrags bis Ende 1991 fortgeführt wurde, ab 15. Dezember 1990 im Ersten Deutschen Fernsehen (ARD). Am 2. Januar 1992 startete es im neuen MDR Fernsehen. Am 6. Juni 1994 wechselte die Produktion nach Erfurt in die Alfred-Hess-Straße, im Jahr 2000 in das neue Landesfunkhaus in der Gothaer Straße.